# Adolf Lölhöffel von Löwensprung
Adolf Karl Lölhöffel von Löwensprung (* 5. Oktober 1841 in Danzig; † 11. Februar 1928 in Berlin-Charlottenburg) war ein preußischer Generalmajor.

## Leben

### Herkunft
Adolf war das fünfte Kind des preußischen Oberstleutnants Friedrich Wilhelm Lölhöffel von Löwensprung (1796–1882) und dessen Ehefrau Johanne, geborene Rehbach (1815–1882). Sein jüngerer Bruder war der preußische Generalmajor Kurt Lölhöffel von Löwensprung (1844–1916).

### Militärkarriere
Aus dem Kadettenkorps kommend wurde Lölhöffel am 17. Mai 1859 als charakterisierter Portepeefähnrich dem 1. Infanterie-Regiment der Preußischen Armee überwiesen und avancierte bis Mitte Juli 1860 zum Sekondeleutnant. Als solcher nahm er 1866 während des Krieges gegen Österreich an den Schlachten bei Trautenau und Königsgrätz teil. Nach dem Krieg stieg er Mitte Dezember 1866 zum Premierleutnant auf und war zu Ausbildungszwecken von April bis September 1869 zur Schießschule Spandau sowie anschließend als Lehrer und Ausbildungsoffizier an die Kriegsschule in Neiße kommandiert. Mit Beginn des Krieges gegen Frankreich kehrte Lölhöffel zu seinem Stammregiment zurück. Er beteiligte sich an den Schlachten Colombey, Noisseville und Amiens. Ende Dezember 1870 rückte er zum Hauptmann und Chef der 5. Kompanie auf, die er in der Schlacht bei Saint-Quentin führte. Für sein Wirken erhielt er das Eiserne Kreuz II. Klasse.
Nach dem Friedensschluss wurde Lölhöffel Mitte September 1882 unter Beförderung zum überzähligen Major seinem Regiment aggregiert. Am 12. Februar 1884 erfolgte seine Versetzung nach Krotoschin in das Westfälische Füsilier-Regiment Nr. 37. Dort war er vom 13. November 1884 bis zum 15. April 1889 als Kommandeur des III. Bataillons tätig. Anschließend wurde er als Oberstleutnant und etatmäßiger Stabsoffizier in das 1. Westfälische Infanterie-Regiment Nr. 13 nach Münster versetzt. Mit der Beförderung zum Oberst erhielt Lölhöffel am 15. Juni 1891 das Kommando über das Großherzoglich Mecklenburgisches Füsilier-Regiment Nr. 90. In dieser Stellung erhielt er die Erlaubnis zur Annahme des Komturkreuzes des Greifenordens und des Hausordens vom Weißen Falken. Am 13. Mai 1895 wurde er Generalmajor und Kommandeur der 36. Infanterie-Brigade in Rendsburg. Nach den Herbstmanövern erhielt er die Erlaubnis zur Annahme des Großkreuzes des Franz-Joseph-Ordens. In Genehmigung seines Abschiedsgesuches wurde Lölhöffel am 17. Juni 1897 mit Pension zur Disposition gestellt. Anlässlich seiner Verabschiedung verlieh ihm Wilhelm II. den Stern zum Kronen-Orden II. Klasse.

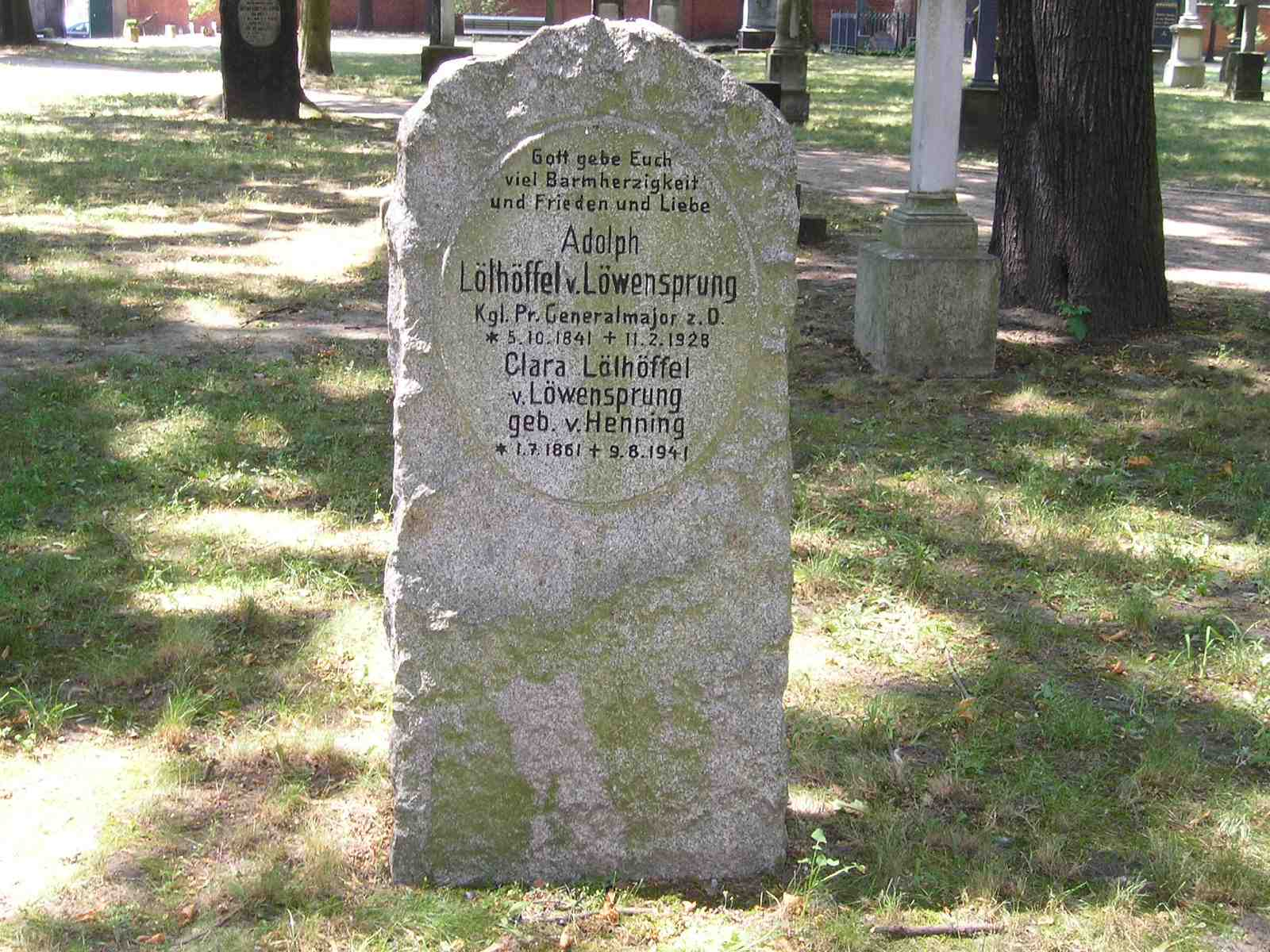
Grabstein auf dem Alten Garnisonfriedhof in Berlin

### Familie
Lölhöffel heiratete am 25. September 1878 in Königsberg Klara von Henning (1861–1941), eine Tochter des preußischen Generalleutnants Wilhelm von Henning (1819–1896) und dessen Ehefrau Clara von Hippel (1829–1920). Die Eheleute sind auf dem Alten Garnisonfriedhof in Berlin-Mitte beigesetzt.
Aus dieser Ehe sind zwei Kinder bekannt: Clara Elsa Martha (1879–1966) und Franz Friedrich Wilhelm Adolph (1881–1966). 